# Жеруйик (Панфіловський район)
Жеруйи́к (каз. Жерұйық) — село у складі Панфіловського району Жетисуської області Казахстану. Входить до складу Талдинський сільського округу.
У радянські часи село називалось Награші, до 2018 року — Нагараші.
Населення — 1750 осіб (2021; 1446 у 2009, 1454 у 1999, 1161 у 1989).